# Prosopocoilus lesnei
Prosopocoilus lesnei es una especie de coleóptero de la familia Lucanidae.

## Distribución geográfica
Habita en Vietnam.